# Strada statale 586 della Valle dell'Aveto
La strada statale 586 della Valle dell'Aveto (SS 586), in Liguria, e strada provinciale 586 R della Val d'Aveto (SP 586 R), in Emilia-Romagna, è una strada provinciale e statale italiana di collegamento interregionale tra Emilia-Romagna e Liguria.

## Percorso
La strada ha inizio a Marsaglia, nel comune di Corte Brugnatella, dalla strada statale 45 di Val Trebbia, all'inizio della val d'Aveto, che dà il nome alla strada; segue praticamente il corso del fiume Aveto su un percorso tipicamente montano e si dirige verso sud attraversando i principali centri di Salsominore, Cattaragna e Boschi, dopo il quale entra in Liguria.
Dopo alcuni km dal confine, entra a Rezzoaglio, dove si può imboccare la strada statale 654 di Val Nure; proseguendo nel suo percorso verso la costa, attraversa Cabanne (Rezzoaglio), valica il Passo della Forcella ed entra in Brizzolara (Borzonasca), dove pian piano digrada verso le zone collinari della Liguria. Qui la strada tocca infine Borzonasca, Borgonovo Ligure (Mezzanego), Terrarossa, e arriva infine a Carasco, dove si innesta sulla strada statale 225 della Val Fontanabuona. Proseguendo in direzione Sud, verso il mare, dopo 4 km si entra nella viabilità urbana di Chiavari.
In seguito al decreto legislativo n. 112 del 1998, dal 2001 la gestione del tratto emiliano è passata dall'ANAS alla Regione Emilia-Romagna, che ha provveduto al trasferimento dell'infrastruttura al demanio della Provincia di Piacenza; la gestione del tratto ligure è passata dall'ANAS alla Regione Liguria che ha provveduto al trasferimento dell'infrastruttura al demanio della Provincia di Genova. Il 1º gennaio 2015 la gestione ligure è passata alla Città metropolitana di Genova.
A novembre 2015 il tratto fra Marsaglia e Rezzoaglio presenta frequenti cantieri per lavori di eliminazione frane e ripristino delle opere stradali danneggiate dalle stesse.
Nell'ottobre 2016 la Regione Liguria approva lo schema di Convenzione con l'ANAS, le province di Savona e La Spezia, la Città metropolitana di Genova ed il ministero delle infrastrutture e dei trasporti che prevede che 11 strade provinciali precedentemente classificate come strade statale e attraversanti più regioni, tra cui l'ex strada statale 586 vengano classificate come strade di interesse nazionale, passaggio propedeutico ad un ritorno di competenza della strada in capo ad Anas.
Il 1º agosto 2018, con la sottoscrizione dei verbali di consegna, il tratto ligure della strada che va da Rezzoaglio a Carasco è tornato in gestione all'ANAS.